# Bakos János (stílustanácsadó)

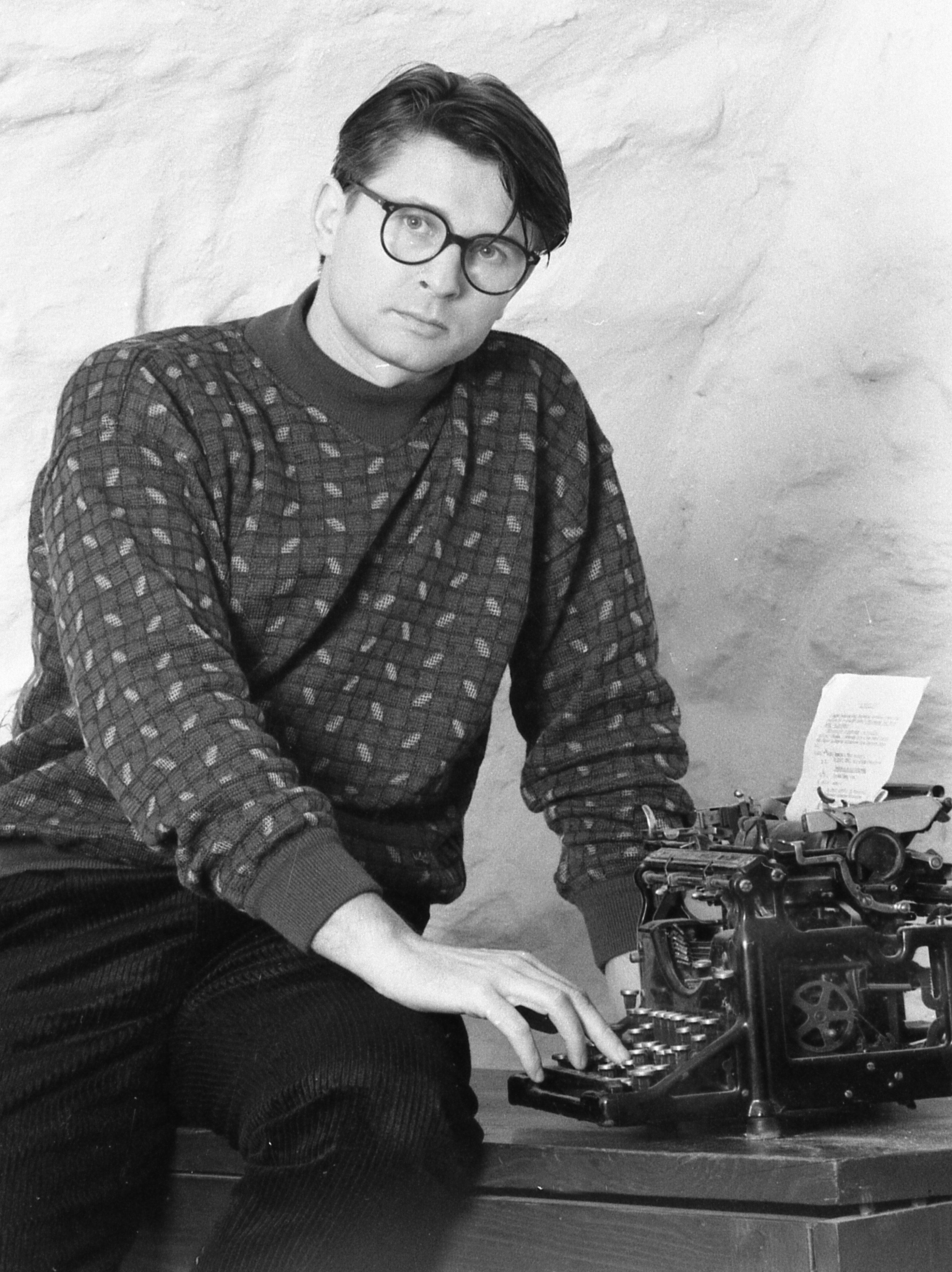
Rózsavölgyi Gyöngyi felvétele

Bakos János (1953. –) magyar manöken, stílustanácsadó, üzletvezető.

## Élete
Bakos János a 80-as 90-es évek magyarországi sztármodellje volt. Biatorbágyon, nőtt fel. Édesanyja varrónő volt, édesapját felnőttként ismerte meg. Szegényes körülmények közt nőtt fel.
Ki akart törni ebből, és cselgáncsozni kezdett. Sikereket ért el, de álma nem vált valóra, világbajnoki címet szeretett volna. Nővére, Bakos Ilona, aki már akkor manöken volt, a Fabulon termékcsaládjának az első reklámarca volt, ajánlotta neki a manökenpályát.
A kor egyik sztármanökenje lett, a Május 1. Ruhagyár házimanökenje volt. A ruhákat megszerette, bemutatók alkalmával még az összehajtogatásban is segédkezett. Ruhatára értéke milliókra becsülhető.
Fotómodellként is keresett volt, folyamatosan jelentek meg képei különböző újságokban és egyéb kiadványokban, például az Ez a Divat magazinban is. A Magyar Kereskedelmi és Vendéglátóipari Múzeum őrzi a Woolmark gyapjú reklámfotóját.
A Nen’esa olasz exkluzív szabóság magyarországi üzletének vezetője volt. Modellpályafutása után különböző budapesti divatüzletekben tevékenykedett. Stílustanácsó lett, tanácsadást nyújt például az új divattrendek, az öltözködési stílusok, a viselt színek tekintetében.
Ma már elmondható róla, hogy a magyar divatélet jegyzett és elismert személyisége.

## Fotósai voltak
többek közt Módos Gábor, Rózsavölgyi Gyöngyi, Vitályos József, és Lengyel Miklós fotóművészek.